# 讓-雅克·桑貝
讓-雅克·桑貝（法語：Jean-Jacques Sempé，1932年8月17日—2022年8月11日），插画家，常被简称为桑貝（Sempé），生于法国波尔多，最著名作品為和勒内·戈西尼聯袂推出的《小淘气尼古拉》。

## 生平
桑貝出生在近法國西南部波爾多的佩薩克村。桑貝的養父是位推销员，騎著腳踏車到處兜售各種罐頭，销路好的日子就會到附近的小酒馆里喝酒庆祝，養父回到家的时候，總是和母親大小聲。爭吵、負債及搬家是桑貝童年最为熟悉的剧情。
雖然学校对于桑貝來說是個暫時喘口氣的地方，但因為家庭的紛擾讓他比較害羞喜歡塗鴉，在學校表現總是冷漠，14歲的時候因為出於調皮不服學校指令而被開除。桑貝輟學後先找了一份騎腳踏車送貨的工作，同時嘗試了報考郵局、銀行及鐵路工作。因緣未果之際，桑貝偶然認識了同為波爾多出生的漫畫家Yvan Le Louarn（筆名Chaval），給了他許多鼓勵和建議。之後為了生活他謊報年齡加入法國軍隊，沒多久就被發現而被趕出軍隊，桑貝決定去巴黎。
1950年來到巴黎的桑貝開始以「DRO」的筆名將畫稿賣給西南星期天報，於1952年獲得了青年藝術家獎，因此能夠將插畫作品賣給知名雜誌《巴黎競賽》（Paris Match）及《快訊雜誌》（L'Express）。此時桑貝因緣際會與勒內．戈西尼結識，兩人開始共同創作，於1959年推出《小淘氣尼古拉》。1961年時桑貝出版了自己的第一本書《簡單，不簡單》。
在出版的當時，無論是尼古拉或是自己的書作，並沒有得到很大的迴響，桑貝依舊不停創作持續地向報社及雜誌兜售畫稿。直到1987年《紐約客》雇用了他，才開始受到注目。桑貝描述這段合作關係是「我都快50歲了，人生才第一次感覺自己存在」。他一共為《紐約客》創作出606幅封面畫作。
桑貝在繪畫題材中展現的良善，與自身的成長經歷成了對比。在數十年間的訪談間避談這個話題，直到80歲左右才透露端倪，「童年是沒辦法釋懷的。想要整理思緒、美化回憶，但永遠無法釋懷」。他想成為的是爵士鋼琴家，只是多年的努力都在畫畫上，桑貝從來都不認為自己有才華，而是將成就歸功於努力和犧牲。
法國總統馬克宏在社群網站Instagram上寫道：「爵士樂，溫柔的諷刺，細膩的智慧，我們對桑貝永難忘懷」。法國文化部長馬拉克（Rima Abdul Malak）說：「他用溫柔、詩意和淘氣，教導我們用孩子的眼光看世界」。
桑貝於2022年8月11日在度假宅邸中家人的陪伴之下安詳逝世，再過6天就是他的90大壽。

## 作品
- Aux Editions Denoel
- Le Petit Nicolas, Sempe & Goscinny, 5 volumes, 1961, 2004
- Rien n'est simple, 1961, 2005
- Tout se complique, 1963, 1999
- Sauve qui peut, 1964
- Monsieur Lambert, 1965, 2006
- La Grande Panique, 1966, 1994
- Saint-Tropez, 1968
- Information-consommation, 1968
- Marcellin Caillou, 1969, 1994
- Des hauts et des bas, 1970, 2003
- Face a face, 1972, 2010
- Bonjour, bonsior, 1974
- L'ascension sociale de Monsieur Lambert, 1975, 2006
- Simple question d'equiliber, 1977, 1992
- Un leger decalage, 1977
- Les Musiciens, 1979,1996
- Comme par hasard, 1981
- De bon matin, 1983
- Vaguement competitif, 1985
- Luxe,calme et volupte, 1987, 2001

## 翻譯出版品
著作：
- [擁有搖擺樂風的畫家：桑貝] 初版. 臺北市: 新經典圖文傳播. 2019-06-05. ISBN 9789869749572 （中文）.
- [誠摯的友誼] 初版. 臺北市: 新經典圖文傳播. 2018-09-05. ISBN 9789869641470 （中文）.
- [簡單，不簡單] 初版. 臺北市: 新經典圖文傳播. 2018-03-28. ISBN 9789865824952 （中文）.
- [童年] 初版. 臺北市: 新經典圖文傳播. 2017-03-22. ISBN 9789865824761 （中文）.
- [馬塞林為什麼會臉紅？] 初版. 臺北市: 愛米粒. 2017-03-22. ISBN 9789868995048 （中文）.

繪圖：
- 派屈克．莫迪亞諾.  [戴眼鏡的女孩] 修訂新版. 臺北市: 時報出版. 2015-01-05. ISBN 9789571361246 （中文）.

## 外部連結
- lambiek.net entry on Sempé （页面存档备份，存于）